# Оксид кремния(II)
Окси́д кре́мния(II) (моноокси́д кремния) SiO — смолоподобное аморфное вещество, при обычных условиях устойчиво к действию кислорода. Относится к несолеобразующим оксидам.

## В природе
Газообразный монооксид кремния обнаружен в межзвёздных газопылевых облаках и солнечных пятнах. На Земле SiO не встречается.

## Физические свойства
Температура плавления 1702 °C (3096 °F; 1975 K), температура кипения 1880 °C (3420 °F; 2150 K).

## Химические свойства
- При нагревании на воздухе оксид кремния(II) частично окисляется.
- При 500 °C взаимодействует с водяным паром и углекислым газом СО2, с образованием водорода Н2 и СО.
- При 800 °C реагирует с хлором, образуя тетрахлорид кремния SiCl4.

## Получение
Монооксид кремния можно получить, нагревая кремний в недостатке кислорода при температуре выше 400 °C:
{\displaystyle {\mathsf {2Si+O_{2}\rightarrow 2SiO}}.}
Также SiO образуется при восстановлении SiO2 кремнием при высоких температурах (например, на поверхности тигеля при производстве монокристаллического кремния методом Чохральского):
{\displaystyle {\mathsf {SiO_{2}+Si\rightarrow 2SiO}}.}

## Применение
Монооксид кремния — материал для изолирующих, защитных, пассивирующих, оптических слоев в полупроводниковых устройствах, волоконной оптике. Слои наносятся напылением в вакууме, реактивным распылением кремния в кислородной плазме.